# Lithidocotyle acanthophallus
Lithidocotyle acanthophallus är en plattmaskart. Lithidocotyle acanthophallus ingår i släktet Lithidocotyle och familjen Gastrocotylidae. Inga underarter finns listade i Catalogue of Life.